# Dmitri Wladimirowitsch Popow
Dmitri Wladimirowitsch Popow (russisch Дмитрий Владимирович Попов; * 22. Oktober 1966 in Swerdlowsk, Russische SFSR) ist ein ehemaliger russischer Eishockeyspieler, der in seiner aktiven Zeit von 1989 bis 2003 unter anderem für den HK Metallurg Magnitogorsk in der russischen Superliga gespielt hat.

## Karriere
Dmitri Popow begann seine Karriere als Eishockeyspieler in seiner Heimatstadt bei Awtomobilist Swerdlowsk, für das er von 1986 bis 1992 in der russischen Superliga aktiv war. Auch nach der Umbenennung der Stadt in Jekaterinburg blieb der Angreifer weitere drei Jahre in der Mannschaft Awtomobilists. Nach einem Jahr Pause erhielt er im Sommer 1996 einen Vertrag beim HK Metallurg Magnitogorsk, mit dem er in der Saison 1997/98 russischer Vizemeister und Pokalsieger wurde. Zudem gewann er mit seiner Mannschaft 1999 und 2000 jeweils die European Hockey League und wurde in der Saison 1998/99 Meister mit Metallurg.
Die Saison 2000/01 verbrachte Popow in der Superliga beim HK Awangard Omsk, sowie bei Sewerstal Tscherepowez, wobei er mit Awangard Omsk zum zweiten Mal in seiner Laufbahn Vizemeister wurde. Seine Karriere beendete der Linksschütze schließlich bei Chimik Woskressensk, für das er von 2001 bis 2003 in der zweitklassigen Wysschaja Liga auf dem Eis stand.

## Erfolge und Auszeichnungen
- 1998 Russischer Vizemeister mit dem HK Metallurg Magnitogorsk
- 1998 Russischer Pokalsieger mit dem HK Metallurg Magnitogorsk
- 1999 European-Hockey-League-Gewinn mit dem HK Metallurg Magnitogorsk
- 1999 Russischer Meister mit dem HK Metallurg Magnitogorsk
- 2000 European-Hockey-League-Gewinn mit dem HK Metallurg Magnitogorsk
- 2001 Russischer Vizemeister mit dem HK Awangard Omsk